# 评法批儒
评法批儒是1970年代的一场政治运动。表现为“梁效”、“罗思鼎”等写作组在各大报刊发表文章以及各单位组织学习，持续到1976年。

## 历史
1972年12月17日，毛泽东召集周恩来、张春桥、姚文元等开会说：“赵纪彬、杨荣国都是批郭的，认为孔是复周朝的奴隶制。历史要多读一些。历史中有哲学史，其中分派。儒法两派都是剥削本位主义，法家也是剥削，进了一步。杨荣国没有讲清，新的势力兴起，还是剥削。”:458 1973年7月17日，毛泽东会见杨振宁时说：“我们郭老，在历史分期这个问题上，我是赞成他的。但是他在《十批判书》里边，立场观点是尊儒反法的。法家的道理就是厚今薄古、主张社会要向前发展、反对倒退的路线，要前进。”:488 1973年8月5日，毛泽东与江青谈话说：“历代有作为、有成就的政治家都是法家，他们都主张法治，厚今薄古；而儒家则满口仁义道德，主张厚古薄今，开历史倒车。”:490
于是，掌握舆论的文革派开始组织人手发表文章。
据李锦全回忆，杨荣国的本来观点是先秦有儒法斗争，之后不知道。经过1974年7月至8月迟群主持的法家著作注释工作会议，“认识统一了，认为儒法斗争汉代以后也是一样存在的”。

## 思想
“两千多年来的儒法斗争，一直影响到现在，继续到现在，还会影响到今后。”（《在斗争中培养理论队伍》）这些文章的思想可以概括为，战国至西汉时，在秦始皇、汉高祖、文帝、武帝的领导下，地主阶级经过与奴隶主阶级复辟势力的殊死斗争巩固了政权，这时法家代表新兴地主阶级，儒家代表奴隶主阶级。东汉到魏晋发展起来的士族地主集团又开始阻碍生产力发展，唐太宗、唐高宗、武则天抑制士族地主集团，扶助庶族地主集团，这时法家代表地主阶级革新派、地主阶级中的较低阶层。至于宋代的儒法斗争，罗思鼎认为王安石代表中小地主，梁效则认为司马光代表大地主阶级，但梁效表述得不甚明确。至于明代以后，有人发表文章认为李贽的思想是封建社会晚期资本主义萌芽发展的反映，也有人认为王夫之代表中小地主。
农民战争和儒法斗争的关系被表述为“农民战争是推动封建社会历史发展的真正动力，法家只有顺应历史发展的潮流，才能起到一定的进步作用。……农民战争往往客观上为法家路线的继续推行或法家思想的继续传播扫清了障碍，开辟了道路。”但是他们两者有原则区别，“法家是剥削阶级的政治派别”，农民战争和法家“是根本对立的”。

## 其他
- 值得注意的是，梁效、罗思鼎等写作组对毛泽东思想的发挥已与毛泽东本人的思想有所出入。毛泽东1965年6月13日同胡志明谈话中说：“荀子代表地主阶级，儒家的左派。”[5]:500 石仑则说：“荀子是儒家的叛逆者，他的思想体系基本上是属于法家的”（《论尊儒反法》）。毛泽东1975年5月与芦荻谈话，不赞成说李贺、李白是法家，又说：秦始皇“统一六国后，丧失进取的方面，志得意满，耽于逸乐，求神仙，修宫室，残酷地压迫人民，到处游走，消磨岁月，无聊得很。陈胜、吴广揭竿而起，反对秦的暴政，完全是正义的。”[2]:587 梁效虽然也承认秦始皇“滥用了民力，妨碍了生产，激起劳动人民的反对”，但强调说：秦始皇时“地主阶级与农民阶级的矛盾还没有激化到大规模外部对抗的程度”，是赵高“奴隶主式的残酷压榨，使当时的社会基本矛盾激化起来，导致了陈胜、吴广农民大起义的爆发”（《赵高篡权与秦朝的灭亡》）。
- 这些文章经常征引章太炎的看法，说他是“资产阶级革命家”，“早年还是一个资产阶级革命派”。

## 后续
中国官方认为，江青批所谓“现代的儒”、“党内的大儒”，是攻击周恩来。梁效写作组成员周一良则表示，从来不知道有影射周恩来这种含义。上海写作组负责人朱永嘉称：“毛泽东和直接领导我工作的张春桥、姚文元都从来没有公开或暗示过我们，要结合批批林孔运动、尊法批儒、评《水浒》来公开批判或影射周恩来。我也没有授意和同意过写作和发表过这方面的文章。”
1977年《红旗》杂志第6期、《人民日报》6月4日全文转载吴江文章《现代复辟派和古代变革史——“四人帮”是怎样利用批儒评法进行反党阴谋活动的》，此后梁效等在“评法批儒”中制造的一系列论点被系统清算。有文章认为《略论秦始皇的暴力》等文章是为迫害老干部制造舆论。

## 扩展阅读
- 郭沫若，《十批判书》
- 赵纪彬，《论语新探》
- 北京大学哲学系1970级工农兵学员，《论语批注》，中华书局，1974年。
- 冯友兰，《论孔丘》，人民出版社，1973年。
- 冯天瑜，《孔丘教育思想批判》，人民出版社，1975年6月。
- 杨荣国，《中国古代思想史》，人民出版社，1973年。
- 杨荣国主编，《简明中国哲学史》，人民出版社，1973年7月；《简明中国哲学史（修订本）》，1975年5月。
- 关锋、戚本禹、周英，《孔子批判》，时代文艺出版社，2002年。
- 陈智超、何龄修、黄宣民、曹桂林、郭松义、刘永成，《历史的审判——“四人帮”影射史学剖析》，中国社会科学出版社，1979-8